# گمینا شپیتووو
گمینا شپیتووو (به لهستانی:  Gmina Szepietowo) یک گمینا در لهستان است که در شهرستان وسوکیه مازوویتسکیه واقع شده‌است. گمینا شپیتووو ۱۵۱٫۹ کیلومتر مربع مساحت و ۷٬۲۱۳ نفر جمعیت دارد.